# ملقاط الفولطاج

يعمل ملقاط الفولطاج' بدارة تلقيم راجع (تغذية) سلبيّ. يقيس مُكبِّر كامن الغشائي فولطاج الغشاء ويقوم بإرسال المخرجات إلى مضخم التلقيم الراجع، ومن ثمّ يطرح هذا فولطاج الغشاء من الجفولطاج الذي تلقَّاه من مولِّد الإشارة. تُضخَّم هذه الإشارة، ويُرسل الناتج إلى المحوار عبر مساري التيّار.

مِلْقاطُ الفُولْطاج طريقة تجريبيّة يستخدمها علماء الفيزيولوجيا الكهربيّة لقياس تيارات الأيونات المنتشرة عبر الأغشية الخلايا القابلة للاستثارة مع قدرتها على الحفاظ على فولطاج الغشاء في مستوى مستقرّ كالعصبونات (الخلايا العصبيّة القابلة للاستثارة). يقيس ملقاط الفولطاج الأساسيّ كامن الغشاء بشكل متكرر، ومن ثمّ يقوم بتغيير كامن الغشاء (الفولطاج) إلى القيمة المطلوبة عبر إضافة التيّار اللازم. يؤدي هذا إلى حصر غشاء الخليّة (ومن هنا جاءت التسمية الملقاط) عند فولطاج (جهد) ثابت معيّن، مما يسمح لملقاط الفولطاج بتسجيل ما يطرأ على الغشاء من تغيرات أي تيّارات كهربائيّة، وذلك لأن هذه التيّارات التي ستصل إلى غشاء الخليّة يجب أن تكون مُعادلَةً (أي مُساوية في القيمة ومُعاكسة في الشحنة) للتيّار العابر من خلال غشاء الخليّة عند فولطاج الاستقرار، إذ ستشرح التيّارات التي تم تسجيلها كيف كانت ردّة فعل الخليّة تجاه التغيَّرات التي طرأت على كامن الغشاء. تحتوي الأغشية الخلويّة للخلايا القابلة للاستثارة على عدة أنماط من القنوات الشارديّة (الأيونيّة)، ويكون بعض هذه القنوات ذو بوابة تتأثر بالفولطاج، يسمح ملقاط الفولطاج في مثل هذه الحالات بالتلاعب بفولطاج الغشاء بشكل مستقلّ عن التيّارات الشارديّة (وهي المُسبِّب لانفتاح أو انغلاق هذه البوابات في غير هذه التجربة)، مما يسمح بدراسة علاقات فولطاج التيّار في مناطق هذه القنوات.

## التاريخ
يُعزى مبدأ ملقاط الفولطاج إلى كينيث كول وجورج مارمونت ربيع العام 1947. فقد أدخلوا مسرىً (إلكتروداً) داخلياً في المحوار الكبير لحيوان الحبّار، وبدأوا بتطبيق تيَّار. اكتشف كول أنه من الممكن استخدام مسريين ودارة تغذية راجعة للمحافظة على كامن غشاء الخليّة في مستوً معين يحدِّدُه المُجرِّب.
طوَّر كول تقنيّة ملقاط الفولطاج قبل ظهور المساري المكرويّة، لذا فقد كان المسريين الذين استخدمهما مؤلفين من أسلاك دقيقة ملتوية حول قضيب عازل. وباعتبار أنه يمكن إدارج هذا النوع من المساري في الخلايا الأكبر فقط، فإن التجارب الفيزيولوجيّة الكهربيّة الأولى انحصرت في محاوير حيوان الحبَّار الذي يتميّز بالمحوار الكبير.

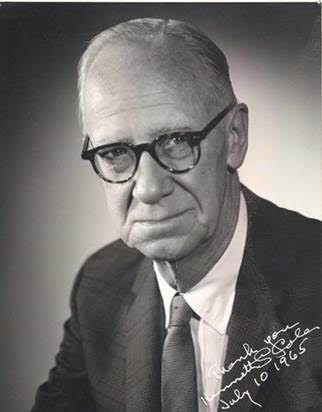
كينيث كول

ينفث الحبّار المياه عند الحاجة إلى التحرُّك بسرعة، مثلما هو الحال عند هرب الحبَّار من الحيوانات المفترسة، ولزيادة سرعة الحبّار، يمتلك الحبَّار محواراً قد يصل قطره إلى 1 مم (إذ تنتشر الإشارات الكهربيّة بشكل أسرع في المحاوير العصبيّة ذات القطر الأكبر). كان المحوار الكبير للحبَّار أول المحاوير التي أُعدَّت للاستخدام في تجارب ملقاط الفولطاج لضبط فولطاج التيَّارالعابر للغشاء، كما كانت أساس تجارب هودجكين وهكسلي الرائدة في خصائص كامن الفعل.
أدرك آلان هودجكن أنه من أجل فهم التدفُّق الأيونيّ عبر الغشاء، كان من الضروريّ إزالة اختلافات كامن الغشاء. نشر هودجكنوأندرو هكسلي 5 أوراق صيف العام 1952 عن تجارب باستخدام ملقاط الفولطاج، وقد وصفا في هذه الأوراق كيف ينشأ كامن الفعل من التيّارات الشارديّة. اقترحت الورقة الأخيرة ما سيُعرف بنموذج هودجكن-هكسلي الذي يصف بشكل رياضيّ كامن الفعل. وقد قاد استخدام ملقاط الفولطاج في تجاربهم لدراسة ووضع نموذج مُفصّل لكامن الفعل إلى تأسيس علم الفيزيولوجيا الكهربيّة، والتي نالوا عليها جائزة نوبل في الطب أو علم وظائف الأعضاء.

## قراءات للاستزادة
- Sherman-Gold، Rivka، المحرر (1993). "Bioelectricity". The Axon Guide for Electrophysiology & Biophysics Laboratory Techniques (PDF). Axon Instruments. ص. 1–16. OCLC:248830666. مؤرشف من الأصل (PDF) في 2016-10-20.